# Fulls (espeleotema)
Els fulls són un tipus d'espeleotema que tenen forma de cintes ondulades apilades com si fossin fulls d'un llibre obert. Creixen cap avall com un revestiment continu, exclusivament en voladissos de parets. La vora inferior és horitzontal o lleugerament inclinada. Cadascun dels fulls tenen una gruixa mitjana al voltant d'1 cm, menys de 10 cm d'amplària mitjana, i estan separats verticalment per espais buits de fins a uns 5 cm. Hom els troba per sota del nivell freàtic, fins a diversos metres o desenes de metres de profunditat.
Els fulls s'associen freqüentment amb espeleotemes subaquàtics (cons de calcita flotant…) procedents de la deposició de calcita en aigües sobresaturades. Tots ells tenen habitualment el seu origen en la desgasificació de diòxid de carboni hipogènica que dona lloc a aigua sobresaturada. L'explicació més comunament acceptada per a la seva formació es basa en el fet que és un espeleotema que hom troba típicament prop de les superfícies d'aigua presents o passades que han fluctuat. Primer la calcita flotant forma una escuma sobre la superfície de l'aigua. A continuació, un lleuger augment de la superfície de l'aigua treu aquesta calcita de l'aigua i la posa en contacte amb el sostre de la cova o amb una paret, adherint-se formant una vora en forma d'anell. Finalment, el nivell de l'aigua disminueix i subministra calcita a la vora inferior dels fulls en formació. És en aquest punt en el procés de formació que els fulls formen la seva vora típica. Com el nivell freàtic fluctua cap amunt i avall aquestes etapes es poden repetir diverses vegades la qual cosa contribueix al creixement general dels fulls.
Aquests espeleotemes es varen identificar per primera vegada a la cova Indian Burial Cave, Nevada, el 1952 per D. Emerson.